# Hans Schalla
Hans Schalla (1966)

Link zum Bild

Hans Schalla, eigentlich Hans Adolf Karl Szalla (* 1. Mai 1904 in Hamburg; † 22. August 1983 ebenda), war ein deutscher Schauspieler, Theaterregisseur und Theaterintendant.

## Karriere
Nach Lehrjahren in einer Import-/Exportfirma nahm er 1922 Schauspielunterricht bei Ernst Sattler. Er debütierte am Deutschen Schauspielhaus in seiner Heimatstadt Hamburg. Schalla war dann Schauspieler in Breslau, Darmstadt (Camille in Dantons Tod, 1925), Bremen, Kassel, an den Hamburger Kammerspielen (Fritz in Revolte im Erziehungsheim von Peter Martin Lampel, 1930) und in Essen. Außer Schauspieler war er auch Regisseur in Stettin, Gera, Aachen und Köln. 1940 inszenierte er König Ottokars Glück und Ende im Staatstheater Berlin.
1945 war Schalla in Weimar tätig, dann von 1946 bis 1947 in Köln. Von 1947 bis 1949 fungierte er als Oberspielleiter am Düsseldorfer Schauspielhaus und von 1949 bis 1972 leitete er in der Nachfolge von Saladin Schmitt als Intendant das Schauspielhaus Bochum. Anfangs übernahm er noch selbst einige Rollen, so 1951 den Miller in Kabale und Liebe. Ließ er zunächst noch überwiegend Stücke klassischer Autoren aufführen, insbesondere William Shakespeare, wandte er sich später zunehmend den zeitgenössischen Autoren zu. Seine Wirkungszeit war gekennzeichnet von wenigen Uraufführungen (zum Beispiel 1960 das Stück Die Veilchen von Georges Schehadé) und deutschen Erstaufführungen, aber einer Vielzahl von zeitgenössischen Stücken. So veranstaltete er 1955 eine Woche amerikanischer Dramatik, 1956 eine Woche zeitgenössischer französischer Dramatik, 1957 Tage zeitgenössischer deutscher Dramatik und 1959 eine Woche englischer Dramatik. Schalla verhalf dem 1953 neugebauten Schauspielhaus zum Ruf einer internationalen Bühne.
Als Regisseur gab er Gastspiele beim Theater der Nationen In Paris 1956, 1957 und 1959 sowie 1958 anlässlich der Weltausstellung in Brüssel. Er wirkte mehrfach bei den Ruhrfestspielen und hatte mit Der Teufel und der liebe Gott ungeachtet der katholischen Kritik großen Erfolg an den Münchner Kammerspielen und besonders in Paris. Neben Karl-Heinz Stroux und Gustav Rudolf Sellner war Schalla der prägendste Regisseur-Intendant der 1950er und 1960er Jahre, der sich auf sein mit ihm verschworenes Ensemble verlassen konnte.

## Privatleben
Schalla heiratete am 16. Januar 1926 in Darmstadt die Margot Johanna Anna Köhler (geb. 27. April 1905 in Breslau). Die Ehe wurde am 21. Oktober 1935 geschieden.

## Auszeichnungen
- 1967: Professorentitel
- 1971: Otto-Brahm-Medaille
- 1971: Ehrenring der Stadt Bochum